# Хоробрість

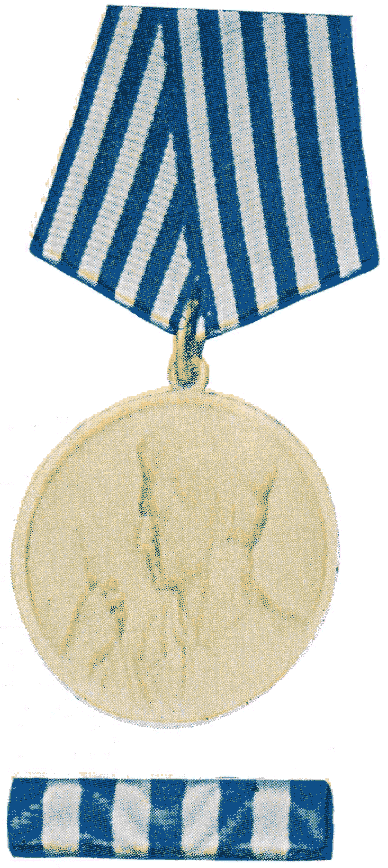
Медаль за Хоробрість, 1967 року (з колишньої Югославської федерації)

Хоробрість, відвага — одна з позитивних моральних рис особистості, а також особлива властивість свідомості, яка виникає при зустрічі з небезпекою. Асоціюється з непохитністю волі і віри, властивістю бути безстрашним у всіх надзвичайних ситуаціях, проявляється у свідомій відвазі.

## Тома Аквінський про хоробрість
Тома Аквінський дає наступне визначення хоробрості:
«Хоробрість зупиняє нас бути нерозумно відсіченим труднощами. Ця хоробрість є духовною відвагою перемогти духовні труднощі, тим ж шляхом, що й фізична відвага перемагає та відштовхує фізичні труднощі. Арістотель перераховує п'ять імітацій хоробрості, які чинять відважні вчинки але не з відваги. Інколи важке не відчувається як важке, через незнання чи оптимізм або майстерність; деколи пристрасть є мотивом (втеча від горя, чи гніву) а часом підрахунок прибутку. Природний темперамент деяких людей схиляє їх до хоробрості, але хоробрість властиво є чеснотою: стан, що характеризує всі чесноти, якщо ми маємо на увазі твердий дух, а не окрему чесноту з особливим полем дії, якщо ми маємо на увазі дух твердий вистояти коли витривалість особливо важка, зокрема в ситуаціях крайньої небезпеки. Бо якщо людина може вистояти в найважчих умовах вона зможе протистояти в менш важких ситуаціях. Таким чином, хоробрість стосується перш за все страхів важких ситуацій, що відштовхують нашу волю від слідування дорозі інтелекту. Хоробрість не лише переносить тиски таких ситуацій без здригання, приборкуючи страх, але теж в мірі атакує їх, якщо майбутня безпека вимагає усунення трудності. Це вимагає смілення. Отже хоробрість має справу зі страхом та сміленням, стримуючи перше та накладаючи баланс на друге. Хоробрість духу тримає волю твердо прикріпленою до добра, котре пропонується розумом стикаючись спочатку з більшим а потім з меншим злами…Стримати страх важче аніж керувати сміленням, тому що сама небезпека яку боїться людина має нахил стримувати смілення і збільшує страх. Таким чином головною діяльністю хоробрості є не стільки атака як витривалість, стояння на своєму ґрунті посеред небезпеки. В самій природі мучеництва, мученик міцно стоїть в правді та справедливості проти нападів переслідувачів. Ясно, що мучеництво є тоді чеснотним актом, справді актом хоробрості. Хоробрість добрих громадян — твердість в людській справедливості, аби зберегти яку вони знесуть смертельну небезпеку; і хоробрість дана Богом — це твердість в Божій справедливості, яка приходить через віру в Ісуса Христа. Отже віра — ціль до якої міцно тримаються мученики, і хоробрість є чеснотою яка робить їх здатними так поступати. Любов є головною мотивуючою силою за актом мучеництва, чеснота керуюча ним; але безпосередньою мотивацією пробуджуючою цей акт є чеснота хоробрості.»

## Споріднені хоробрості чесноти
- Заповзятливість (підприємливість, енергійність, ініціативність)
- Терпеливість
- Наполегливість

## Синоніми
- Безстрашність
- Виразність
- Витривалість
- Відвага
- Відважність
- Впевненість
- Героїзм
- Міць
- Мужність
- Незворушність
- Непохитність
- Рішучість
- Сила духу
- Сміливість
- Смілість
- Стійкість
- Твердість
- Чіткість

## Хоробрість у відношенні до сміливості
Сміливість часто путають з хоробрістю. Але це дещо різні речі. Сміливість походить від розуміння, яке в свою чергу бере початок в розумі мудрості. Хоробрість ж є зовнішнім проявом сміливості.
Наприклад, якщо у людини є сміливість щоби прийняти виклик, це означає, що її розум зрозумів ситуацію і ухвалив рішення. І лише після цього вона потребуватиме хоробрість, щоби провести це рішення в життя. Хоробрість без сміливості триває не довго. Без сміливості, що вимагає глибоке розуміння виклику, хоробрість сліпа та нерозумна.